# Campeonato Sul-Americano de Futebol de Salão de 1986
O Campeonato Sul-Americano de Futebol de Salão de 1986 foi a 9ª edição do Campeonato Sul-Americano de Futebol de Salão entre seleções nacionais, organizado pela Confederação Sul-Americana de Futebol de Salão e FIFUSA. Todos os jogos foram disputados na cidade de Puerto Iguazú, Argentina. 
O Brasil sagrou-se campeão batendo o Paraguai na final.

## Premiação
| Campeonato Sul-Americano de Futebol de Salão de 1986 |
| ---------------------------------------------------- |
| Brasil 8º Título                                     |

## Ranking final
|   | Brasil    |
|   | Paraguai  |
|   | Argentina |
| 4 | Uruguai   |